# Élections régionales de 2016 en Saxe-Anhalt
Les élections régionales de 2016 en Saxe-Anhalt (en allemand : Landtagswahl in Sachsen-Anhalt 2016) se tiennent le 13 mars 2016, afin d'élire les 87 députés de la 7e législature du Landtag, pour un mandat de cinq ans.
Le scrutin est marqué par une hausse de la participation de dix points, ainsi que par la victoire de la CDU, qui confirme sa majorité relative, et la percée du parti populiste AfD, qui devient le deuxième parti du land. Reiner Haseloff se maintient au pouvoir après avoir formé un gouvernement de coalition « kényane » avec le SPD et les Grünen.

## Contexte
Aux élections régionales du 20 mars 2011, l'Union chrétienne-démocrate d'Allemagne (CDU) du ministre de l'Économie Reiner Haseloff, au pouvoir depuis cinq ans, confirme sa position de première force politique de Saxe-Anhalt. Elle réunit alors 32,5 % des suffrages exprimés et fait élire 41 députés sur les 105 que compte finalement le Landtag.
Avec 23,6 % des voix et 29 sièges, Die Linke reste le deuxième parti du land, juste devant le Parti social-démocrate d'Allemagne (SPD) du ministre des Finances Jens Bullerjahn, qui réunit 21,5 % des suffrages et fait ainsi élire 26 parlementaires. Le Parti libéral-démocrate (FDP) perd sa quatrième place après avoir été exclu de l'assemblée, faute d'avoir atteint le seuil des 5 %, au profit de l'Alliance 90 / Les Verts (Grünen), qui font leur retour au Landtag après 13 ans d'absence grâce à un résultat de 7,1 %, soit neuf élus. Le Parti national-démocrate d'Allemagne (NPD), néo-nazi, manque de peu de devenir la deuxième formation d'extrême droite, après l'Union populaire allemande (DVU) en 1998, à obtenir une représentation au sein du Parlement du land, rassemblant 4,6 % des exprimés.
Haseloff est ensuite investi pour un premier mandat après avoir formé une « grande coalition » unissant la CDU et le SPD, dans laquelle Bullerjahn reste ministre des Finances et vice-ministre-président.
En décembre 2014, le Landtag approuve une nouvelle réforme électorale, qui doit s'appliquer sur deux législatures. À partir de 2016, le nombre total de députés sera réduit de 91 à 87, et celui des circonscriptions de 45 à 43. Après les élections de 2021, ces deux chiffres baisseront encore, à 83 sièges et 41 mandats directs respectivement.
Parallèlement, Jens Bullerjahn indique qu'il ne postulera pas une troisième fois comme chef de file électoral du Parti social-démocrate lors des élections de 2016. Il précise six mois après qu'il souhaite se retirer de la vie politique à l'issue de ce scrutin.

## Mode de scrutin
Le Landtag est constitué de 87 députés (en allemand : Mitglied des Landtags, MdL), élus pour une législature de cinq ans au suffrage universel direct et suivant le scrutin proportionnel de Hare.
Chaque électeur dispose de deux voix : la première (Erststimme) lui permet de voter pour un candidat de sa circonscription selon les modalités du scrutin uninominal majoritaire à un tour, le Land comptant un total de 43 circonscriptions ; la seconde voix (Zweitstimme) lui permet de voter en faveur d'une liste de 87 candidats présentée par un parti au niveau du land.
Lors du dépouillement, l'intégralité des 87 sièges est répartie proportionnellement aux secondes voix, entre les partis ayant remporté 5 % des voix au niveau du land. Si un parti a remporté des mandats de circonscription, les sièges qui lui ont été précédemment attribués sont d'abord pourvus par ceux-ci.
Dans le cas où un parti obtient moins de mandat de circonscription que la proportionnelle ne lui en attribue, sa représentation est complétée par les candidats issus de la liste présentée au niveau du land ; s'il en obtient plus, la taille du Landtag est augmentée jusqu'à rétablir la proportionnalité.

## Campagne

### Principaux partis
| Parti | Parti                                                                              | Positionnement                                                              | Chef de file                         | Résultat de 2011           |
| ----- | ---------------------------------------------------------------------------------- | --------------------------------------------------------------------------- | ------------------------------------ | -------------------------- |
|       | Union chrétienne-démocrate d'Allemagne Christlich Demokratische Union Deutschlands | Centre droit Démocratie chrétienne, libéral-conservatisme                   | Reiner Haseloff (Ministre-président) | 32,5 % des voix 41 députés |
|       | Die Linke                                                                          | Extrême gauche à gauche Socialisme démocratique, anticapitalisme, populisme | Wulf Gallert (de)                    | 23,7 % des voix 29 députés |
|       | Parti social-démocrate d'Allemagne Sozialdemokratische Partei Deutschlands         | Centre gauche Social-démocratie, troisième voie, progressisme               | Katrin Budde                         | 21,5 % des voix 26 députés |
|       | Alliance 90 / Les Verts Bündnis 90/Die Grünen                                      | Centre gauche Écologie politique, progressisme                              | Claudia Dalbert (de)                 | 7,1 % des voix 9 députés   |

### Sondages
| Institut                | Date       | CDU    | SPD    | Grünen | FDP   | Linke  | AfD    |
| ----------------------- | ---------- | ------ | ------ | ------ | ----- | ------ | ------ |
| Institut                | Date       |        |        |        |       |        |        |
| Forsa                   | 09/03/2016 | 30 %   | 17 %   | 5 %    | 6 %   | 20 %   | 18 %   |
| INSA                    | 07/03/2016 | 29 %   | 15,5 % | 6 %    | 4 %   | 20 %   | 19 %   |
| Forschungsgruppe Wahlen | 04/03/2016 | 32 %   | 15 %   | 5 %    | 4 %   | 20 %   | 17 %   |
| Infratest dimap         | 03/03/2016 | 31 %   | 15 %   | 5,5 %  | 4,5 % | 21 %   | 19 %   |
| INSA                    | 28/02/2016 | 29,5 % | 17 %   | 5 %    | 5 %   | 20 %   | 17 %   |
| INSA                    | 22/02/2016 | 30 %   | 16 %   | 5 %    | 4 %   | 21 %   | 17 %   |
| Infratest dimap         | 17/02/2016 | 32 %   | 18 %   | 5 %    | 4 %   | 20 %   | 17 %   |
| Forschungsgruppe Wahlen | 14/01/2016 | 33 %   | 19 %   | 5 %    | 3 %   | 19 %   | 15 %   |
| INSA                    | 05/12/2015 | 35 %   | 15,5 % | 6 %    | 3 %   | 23 %   | 13,5 % |
| Infratest dimap         | 14/09/2015 | 34 %   | 21 %   | 7 %    | –     | 26 %   | 5 %    |
| Dernières élections     | 20/03/2011 | 32,5 % | 21,5 % | 7,1 %  | 3,8 % | 23,7 % | Absent |

## Résultats

### Voix et sièges
|                          |                                                        |                                                        |                  |                  |                  |                  |           |       |       |        |                  |                  |  |  |
| Partis                   | Partis                                                 | Partis                                                 | Circonscriptions | Circonscriptions | Circonscriptions | Circonscriptions | Liste     | Liste | Liste | Liste  | Total des sièges | Total des sièges |  |  |
| Partis                   | Partis                                                 | Partis                                                 | Votes            | %                | Sièges           | +/-              | Votes     | %     | +/-   | Sièges | Total            | +/-              |  |  |
|                          | Union chrétienne-démocrate d'Allemagne (CDU)           | Union chrétienne-démocrate d'Allemagne (CDU)           | 328 782          | 29,56            | 27               | 14               | 334 139   | 29,76 | 2,75  | 3      | 30               | 11               |  |  |
|                          | Alternative pour l'Allemagne (AfD)                     | Alternative pour l'Allemagne (AfD)                     | 257 208          | 23,13            | 15               | 15               | 272 496   | 24,27 | Nv    | 10     | 25               | 25               |  |  |
|                          | Die Linke (Linke)                                      | Die Linke (Linke)                                      | 207 722          | 18,68            | 1                | 2                | 183 290   | 16,32 | 7,33  | 15     | 16               | 13               |  |  |
|                          | Parti social-démocrate d'Allemagne (SPD)               | Parti social-démocrate d'Allemagne (SPD)               | 158 834          | 14,28            | 0                | 1                | 119 368   | 10,63 | 10,87 | 11     | 11               | 15               |  |  |
|                          | Alliance 90 / Les Verts (Grünen)                       | Alliance 90 / Les Verts (Grünen)                       | 58 827           | 5,29             | 0                | en stagnation    | 58 209    | 5,18  | 1,96  | 5      | 5                | 4                |  |  |
|                          | Parti libéral-démocrate (FDP)                          | Parti libéral-démocrate (FDP)                          | 60 778           | 5,46             | 0                | en stagnation    | 54 565    | 4,86  | 1,02  | 0      | 0                | en stagnation    |  |  |
|                          | Électeurs libres (FW)                                  | Électeurs libres (FW)                                  | 23 096           | 2,08             | 0                | en stagnation    | 24 269    | 2,16  | 0,68  | 0      | 0                | en stagnation    |  |  |
|                          | Parti national-démocrate d'Allemagne (NPD)             | Parti national-démocrate d'Allemagne (NPD)             | 0                | -                | -                | en stagnation    | 21 230    | 1,89  | 2,72  | 0      | 0                | en stagnation    |  |  |
|                          | Parti de protection des animaux (Tierschutz)           | Parti de protection des animaux (Tierschutz)           | 0                | -                | -                | en stagnation    | 16 611    | 1,48  | 0,10  | 0      | 0                | en stagnation    |  |  |
|                          | Alliance de protection des animaux (Tierschutzallianz) | Alliance de protection des animaux (Tierschutzallianz) | 2 651            | 0,24             | 0                | en stagnation    | 11 653    | 1,04  | Nv    | 0      | 0                | en stagnation    |  |  |
|                          | Alliance pour le progrès et le renouveau (ALFA)        | Alliance pour le progrès et le renouveau (ALFA)        | 0                | -                | -                | en stagnation    | 9 874     | 0,88  | Nv    | 0      | 0                | en stagnation    |  |  |
|                          | Die PARTEI                                             | Die PARTEI                                             | 1 208            | 0,11             | 0                | en stagnation    | 5 917     | 0,53  | Nv    | 0      | 0                | en stagnation    |  |  |
|                          | Autres                                                 | Autres                                                 | 13 143           | 1,18             | 0                | en stagnation    | 11 256    | 1,00  | -     | 0      | 0                | en stagnation    |  |  |
|                          |                                                        |                                                        |                  |                  |                  |                  |           |       |       |        |                  |                  |  |  |
| Votes valides            | Votes valides                                          | Votes valides                                          | 1 112 249        | 96,93            |                  |                  | 1 122 877 | 97,85 |       |        |                  |                  |  |  |
| Votes blancs et nuls     | Votes blancs et nuls                                   | Votes blancs et nuls                                   | 35 249           | 3,07             | 24 621           | 2,15             |           |       |       |        |                  |                  |  |  |
| Total                    | Total                                                  | Total                                                  | 1 147 498        | 100              | 43               | 2                | 1 147 498 | 100   | -     | 44     | 87               | 18               |  |  |
| Abstentions              | Abstentions                                            | Abstentions                                            | 730 151          | 38,89            |                  |                  | 730 151   | 38,89 |       |        |                  |                  |  |  |
| Inscrits / participation | Inscrits / participation                               | Inscrits / participation                               | 1 877 649        | 61,11            | 1 877 649        | 61,11            |           |       |       |        |                  |                  |  |  |

### Analyse
La participation marque une nouvelle hausse, cette fois-ci de presque dix points. C'est la première fois depuis 1990 que deux scrutins consécutifs voient une participation accrue. Si la victoire revient à la CDU, celle-ci devient la première force politique de saxe-Anhalt à s'imposer avec moins de 30 % des deuxièmes voix. Le principal succès de cette élection est à mettre au crédit de l'AfD, qui surgit directement à la deuxième place de la scène politique régionale en captant près d'un quart des suffrages exprimés. Les partis de gauche et centre gauche sont eux en fort recul, puisqu'ils abandonnent 20 points au total, dont près de la moitié pour le SPD, qui atteint son plus bas historique.

#### Sociologique
| Catégorie                      | CDU  | AfD  | Linke | SPD  | Grünen | FDP |
| ------------------------------ | ---- | ---- | ----- | ---- | ------ | --- |
| Catégorie                      |      |      |       |      |        |     |
| Sexe                           |      |      |       |      |        |     |
| Hommes                         | 27 % | 28 % | 16 %  | 10 % | 4 %    | 5 % |
| Femmes                         | 33 % | 19 % | 16 %  | 11 % | 6 %    | 5 % |
| Âge                            |      |      |       |      |        |     |
| Moins de 30 ans                | 18 % | 29 % | 13 %  | 10 % | 8 %    | 4 % |
| 30-44 ans                      | 27 % | 28 % | 12 %  | 9 %  | 6 %    | 5 % |
| 45-59 ans                      | 29 % | 27 % | 16 %  | 9 %  | 5 %    | 6 % |
| Plus de 60 ans                 | 36 % | 17 % | 21 %  | 13 % | 4 %    | 5 % |
| Statut                         |      |      |       |      |        |     |
| Ouvrier                        | 27 % | 30 % | 16 %  | 10 % | 3 %    | 4 % |
| Employé                        | 30 % | 20 % | 18 %  | 11 % | 6 %    | 5 % |
| Fonctionnaire                  | 38 % | 20 % | 15 %  | 11 % | 5 %    | 5 % |
| Indépendant                    | 35 % | 25 % | 11 %  | 7 %  | 6 %    | 9 % |
| Études                         |      |      |       |      |        |     |
| Hauptschulabschluss            | 33 % | 24 % | 17 %  | 12 % | 2 %    | 4 % |
| Mittlere Reife                 | 28 % | 31 % | 14 %  | 9 %  | 4 %    | 5 % |
| Abitur (baccalauréat)          | 31 % | 21 % | 15 %  | 10 % | 8 %    | 5 % |
| Hochschulabschluss (supérieur) | 33 % | 12 % | 22 %  | 13 % | 8 %    | 6 % |

### Conséquences
Les partis de la coalition sortante proposent aux Grünen de les rejoindre pour former pour la première fois au niveau régional, une « coalition kényane »,. Après avoir réuni leurs congrès à Halle lors du premier week-end d'avril, le SPD et les Grünen approuvent l'ouverture des négociations de coalition avec la CDU. À cette occasion, les délégués sociaux-démocrates élisent le député fédéral Burkhard Lischka (de) président régional du parti en remplacement de Katrin Budde, la présidente par intérim depuis un mois Katja Pähle (de) occupant l'une des vice-présidences.
À peine deux semaines plus tard, le 15 avril, les trois partis annoncent avoir conclu un accord de coalition. Après ratification de cet accord par les congrès des trois formations, le ministre-président Reiner Haseloff est investi pour un second mandat le 25 avril au second tour de scrutin par 47 voix favorables, après avoir échoué à remporter la majorité absolue au premier tour de vote.